# Тоф Бей Фонг
Тоф Бейфонґ (англ. Toph Beifong) — один із головних персонажів мультсеріалу «Аватар: Останній захисник», дванадцятирічна сліпа дівчинка, найсильніший маг Землі.

## Біографія
Тоф народилася в сім'ї Бей Фонг — одній із найбагатших сімей світу Аватара. Через вроджену сліпоту, батьки вважали її слабкою та безпорадною і вирішили встановити над дочкою постійний контроль. Однак сліпота відкрила перед Тоф'ю нові можливості. Її слух значно посилився, вона навчилася вловлювати вібрації землі ступнями ніг і таким чином бачити людей і предмети, що розташовані поблизу. 
Вона неодноразово ставала переможцем турніру «Тремтіння землі» (англ. Earth rumble). На шостому турнірі вона зустріла Аанга, після чого втекла з дому і вирушила в подорож разом з ним, щоб допомогти Аватару опанувати Магію Землі. 
Спочатку Тоф боялася здатися слабкою, тому відмовлялася як приймати допомогу від інших, так і надавати її. Через це часто сперечалася з Катарою, якій хотілося бачити загін однією сім'єю. Часто повторювала, що не сумує за батьками й рада, що пішла з дому, але в третьому сезоні мириться з Катарою і відправляє листа матері, зізнаючись, що сумує за нею. 
Бере участь нарівні з іншими магами Землі в атаці на столицю Царства Вогню. Потім, в день прильоту комети Созіна, разом з Соккою і Суюкі бере участь у розгромі повітряного флоту магів Вогню. 
У юному віці їй 12 років , у спогадах Кори 40  Лін і Суїнь 53та у старому році їй 86.

## Характер
У Тоф суворий характер. Вона дуже похмура, свавільна, волелюбна, постійно підкреслює свою невибагливість і грубість: рідко миється, плюється, штовхається. Найчастіше висловлює свою симпатію ударом в плече. Прекрасно ознайомлена зі звичаями аристократії, але навмисно не дотримується їх. 
Її хлоп'яча поведінка — це всього лише зовнішня оболонка, і якщо зазирнути в її душу, то можна побачити, що вона дуже вразлива маленька дівчинка, яка сумує за своїми батьками. Над власною сліпотою Тоф часто жартує, але в Ба Сінг Се видно, що її це обтяжує.
Вперше зустрівшись з Катарою одразу ж недолюблює її, але в підсумку вони стають найкращими подругами. 
Володіє хорошим почуттям гумору, любить давати саркастичні коментарі до подій, що відбуваються з героями протягом мультсеріалу. 
Тоф дуже добра стосовно своїх друзів, за яких вона готова піти і у вогонь, і у воду. Подібно тигриці, що володіє величезною силою і не менш великим серцем, їй деколи доводиться захищати своїх близьких за допомогою застосування найпотужнішою Магії Землі. 
Була закохана в Сокку, виявляла певну симпатію до Зуко.
Коли зустрічає Кору ненавидить обійми та вважає що вона найгірший аватар.

## Сім'я
У серіалі «Аватар: Легенда про Корру» у неї є дві єдиноутробні доньки, Лін і Суїнь Бейфонг. У 4 книзі вона згадує, що батько Лін звуть Канто, батько Суїнь невідомий. Обидві доньки, як і мати, володіють магією металу, але вони довго сварилася одна з одною, і помирилися лише через багато років. Лін працює шефом поліції Республіканського міста, а Суїнь має родину: чоловіка Батара старшого, дітей - онуків Тоф - чотирьох синів і доньку Опал, яка замість магії Землі і металу оволоділа магією повітря у третій книзі. 

## Магія Землі
Батьки Тоф вибрали для дочки найкращого вчителя в місті — вчителя Ю. Він навчав Тоф найпростішим прийомам Магії Землі і дихальної гімнастики. Батьки вважали, що Тоф не дуже здатна до магії. Але, навпаки, сліпота дозволила їй відкрити внутрішній зір — вона могла бачити за допомогою ніг, Магія Землі дала їй можливість уловлювати вібрації в землі і таким чином орієнтуватися в просторі, розпізнавати людей і предмети. Тоф таємно навчалася у земляних кротоборсуків і піднялася до рівня майстра (Книга Вогню, Глава «Учитель Сокки»).
Вона неодноразово ставала чемпіоном турніру магів Землі «Тремтіння Землі», виступаючи там під псевдонімом «Сліпий Бандит» (англ. Blind Bandit).
Згідно з ученням Гуру, у світі все взаємопов'язано. Поділ на 4 елементи — ілюзія. Повітря, вода, земля і вогонь — частина одного цілого. Навіть метал — це всього лише частина землі. Коли Тоф була замкнена в металевому контейнері, вона всіма силами прагнула звільнитися, в результаті чого навчилася керувати металом, згодом повністю підкоривши його. Таким чином, Тоф стала першим і поки що єдиним магом Металу.
У серії «Бібліотека» (Книга Землі), рятуючи Аанга, Катару і Сокку, Тоф не змогла врятувати Аппу, оскільки не володіла магією Піску, тому що він недостатньо твердий. Однак, після тренувань, змогла підкорити і його.

## Навчання Аватара
Тоф навчає Аанга Магії Землі. Спочатку в Аанга нічого не виходить, оскільки Повітря і Земля дві протилежні стихії, як Вода і Вогонь.
Для магів Землі важливі стійкість і завзяття, уміння зустрічати противника лицем до лиця. Потрібно міцно стояти на ногах, якщо хочеш підкорити цю стихію. А Магія Повітря навпаки, побудована на техніці уникання ударів.
Після численних і часто жорстоких випробувань, Аанг нарешті навчився Магії Землі.

## Цікаві факти
- Фінальна репліка останньої серії третього сезону належить саме Тоф. А звучить вона так: «А по-моєму, ви всі як у житті!»
- Іноді герої наче забувають про сліпоту Тоф. Наприклад, коли команда Аватара, літаючи на Аппі, шукала давно загублену бібліотеку, Тоф раптово зіскочила і закричала, що вона бачить цю саму бібліотеку. Всі одразу ж повернулися в ту сторону, що показувала Тоф, але там, звичайно, нічого, окрім піску, не було.
- Дуже добре спілкувалась з Айром дядьком Зуки .
- Тоф — єдиний персонаж мультсеріалу, чиє прізвище коли-небудь згадувалось. Але у Легенді у Корі вона не єдина хто має призвища згадується Асамі і її батько Хороші . Так же її доньки носять її призвища.
- Тоф  зустріла двох Аватарів Аанга і Кору . Та впізнала Кору що вона аватар п'ятам.
- Тоф познайомилась з хлопцем своєї онуки та из команди аватар Кори Боліном. Та познайомилась з онуками своєї подруги дитинства Катари Міло Джинорою і Іккі .
- Вона у затримала мага крові Якона .
- У літньому віці живе на Болоті у молодості працювала шефом поліції поки її доньки не посварились.
- Їй сподобався  Міло
- Тоф називає Кору невдахою .
- Не дивлячись на свій вік та сліпоту може битись та чути що коїться у світі Республіканське місто, Місто доньки Заофу , Північне і південне плем'я де живе Катара громадянську війну .
- Намагалась з Кори витягнути метал але Кора не втрималась
- Тоф мати одиначка яка виростила двох своїх єдиноутробних доньок. Не дивлячись на свої батьків давала їм більше свободи але виявилось занабто.
- Тоф має спільного з Антагоністом  Айвейєм . Обидва можуть відчувати брехню або правду
- У неї є статуя у Республіканському місті .
- Тоф вважає магію лави складною . Та вважає що Кувіра ганьбить її магію металу .
- Тоф згадала батько Лін про Су невідома
- Її онука Опл після того як поїхала у храм повітря завела собі безона на що Тоф було огидно її згадалося що це Апа .